# Дублёр (фильм, 2013)
«Дублёр» — российская комедия с Александром Реввой в главной роли. Фильм вышел на экраны 10 января 2013 года.

## Сюжет
Жизнь успешного актёра, звезды шоу-бизнеса Игоря Успенского — сплошные съёмки, концерты, презентации, корпоративы, интервью и светские тусовки. У него нет выходных и праздников. Его жена и дочка видят его в лучшем случае поздно ночью. Однажды кандидатуру Успенского выдвигают на премию «Человек года» — теперь ему нужно ещё больше времени, чтобы победить главного конкурента — певца Михаила Стасова.
В подмосковном городе живёт Сева — человек простой, добродушный и скромный, полная противоположность Игоря, который, тем не менее, как две капли воды похож на него внешне. Он работает массажистом в салоне красоты, живёт вдвоём с собакой по имени Сергей Валерьевич, сходство со звездой отрицает и в целом доволен своей жизнью.
Однажды директор салона убеждает Севу сняться в рекламном ролике, где Игорь Успенский, изображаемый Севой, делает массаж клиентам салона. Ролик попадает в интернет, набирает несколько миллионов просмотров и доходит до Успенского, который узнает о существовании своего двойника.
Поскольку Успенский человек занятой, он отказывается подавать на салон в суд и вместе с тем предлагает Севе подработку — побыть его дублером на мероприятиях, которые сам Успенский не может посетить лично. Сева соглашается и попадает в мир светского общества.

## В ролях
| Актёр             | Роль                                                      |
| ----------------- | --------------------------------------------------------- |
| Александр Ревва   | Севастьян Васильков / Игорь Успенский / Михаил Стасов     |
| Кристина Асмус    | Даша помощница Успенского                                 |
| Дмитрий Хрусталёв | директор салона красоты                                   |
| Людмила Артемьева | Елена Сергеевна Краснопольская директор музыкальной школы |
| Татьяна Орлова    | Галина Леонидовна тёща Успенского                         |
| Ксения Буравская  | Света жена Успенского                                     |
| Варвара Малкова   | Алиса дочь Успенского                                     |
| Александр Сазонов | ведущий шоу «Человек года»                                |
| Юлия Гришина      | Катя Попырёва                                             |
| Юлия Беретта      | Виктория                                                  |
| Алексей Рязанцев  | Рудольф Валентинович                                      |
| Михаил Крылов     | режиссёр                                                  |
| Алексей Огурцов   | отец на корпоративе                                       |

### В роли самих себя
- Дмитрий Дибров
- Алексей Митрофанов
- Валерия
- Иосиф Пригожин
- Игорь Верник
- Филипп Киркоров
- Батишта[кто?]

## Суд
После выхода фильма в России певец Стас Михайлов подал в суд[где?] на Enjoy Movies, «Центр Идея», «Каро-Фильм» и телеканал НТВ за использование его образа без его же согласия. В результате фильм был запрещён на Украине, но иск о взыскании с авторов компенсации морального вреда был отклонён. 
7 ноября 2017 года стало известно, что ЕСПЧ принял жалобу Стаса Михайлова.